# Büsch-Denkmal

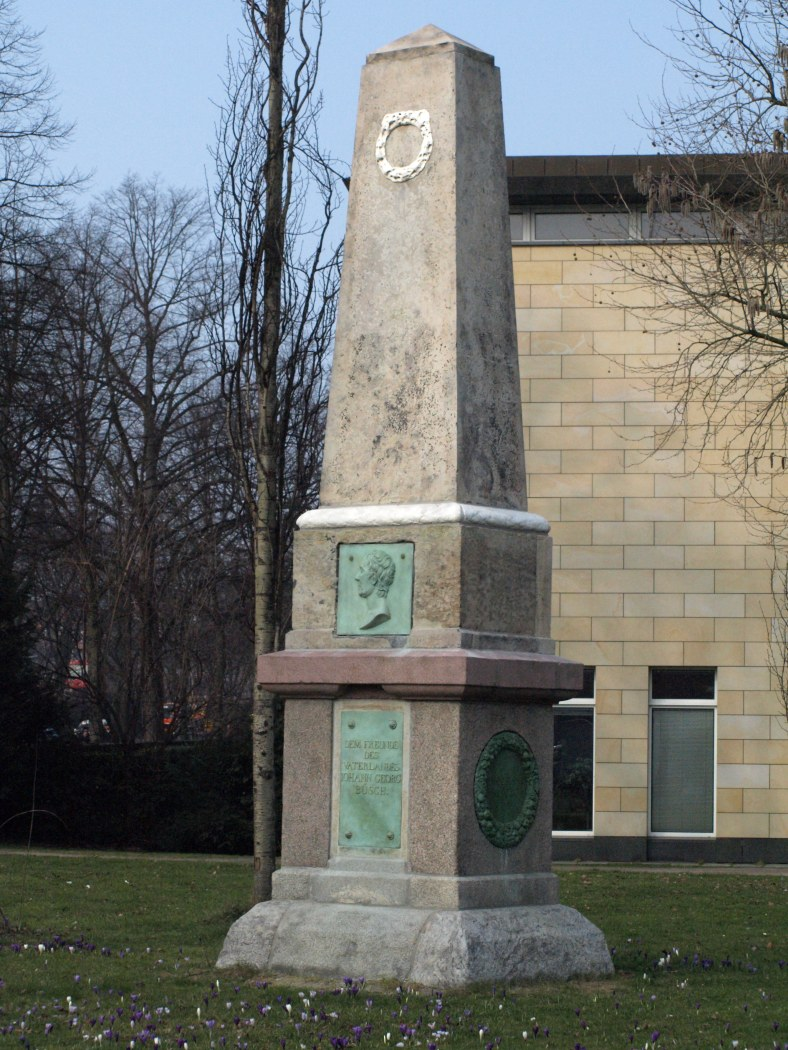
Das Denkmal an seinem heutigen Standort im Jahr 2014

Das Büsch-Denkmal ist ein Denkmal in Hamburg.

## Beschreibung
Das Denkmal besteht aus einem Obelisken aus geschliffenem Sandstein, der auf einem zweistufigen Sockel ruht. Der Obelisk trägt an zwei Seiten Eichenkränze aus weißem Marmor. Aus diesem Material ist auch ein umlaufender Lorbeerkranz zwischen Obelisk und Sockel. Der obere Teil des Sockels -ebenfalls aus Sandstein- trägt auf zwei Seiten Reliefs, von denen eines Büschs Porträt im Profil zeigt, das andere eine allegorische Darstellung, in der die Verdienste des Verstorbenen gewürdigt werden. Der untere Sockelteil besteht aus Granit. Er zeigt Lorbeerkränze mit Geburts- und Todesjahr Büschs sowie eine Inschrift mit Widmung: Dem Freunde des Vaterlandes Johann Georg Büsch.

Relieftafeln auf dem Sockel
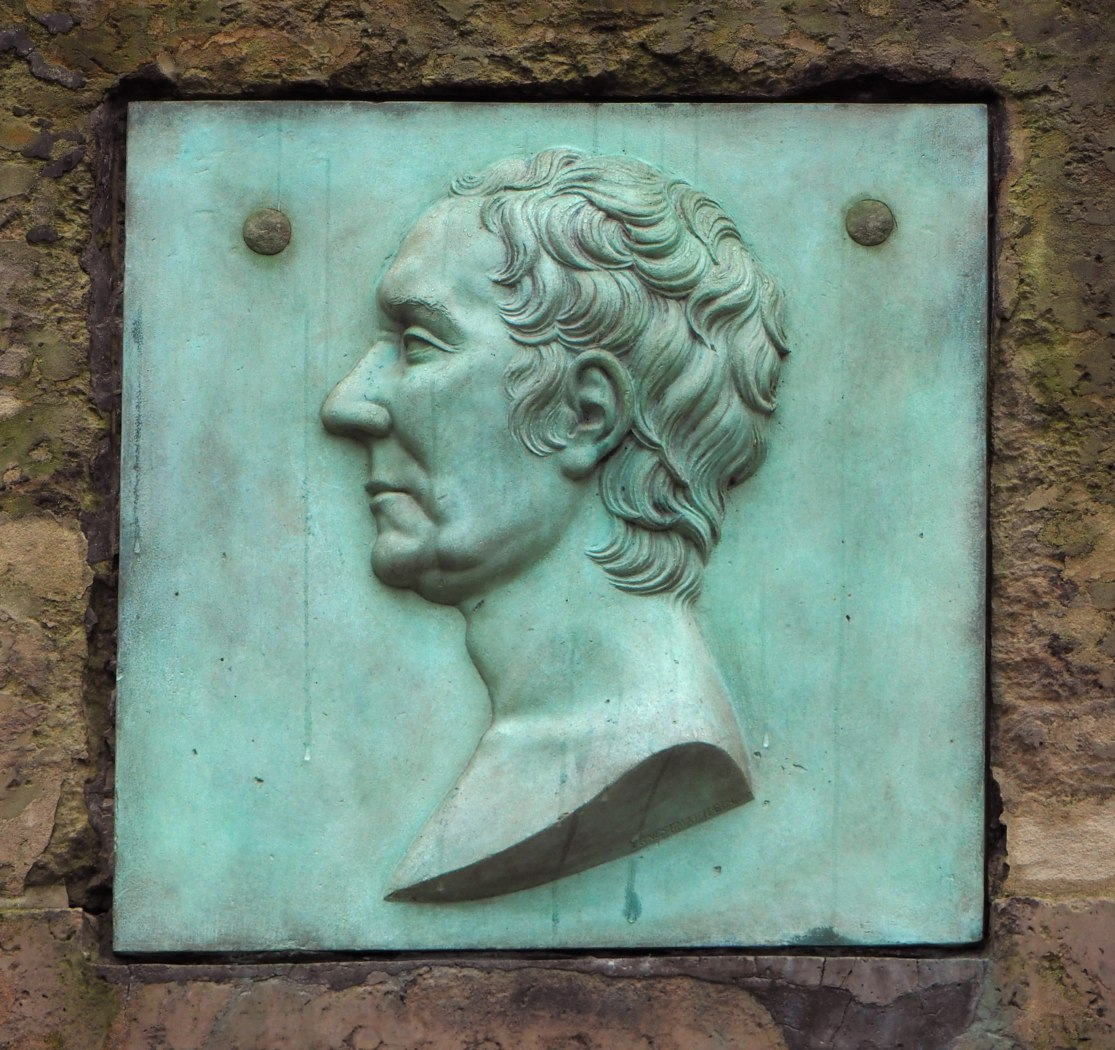
Büschportrait von Ernst Matthaei
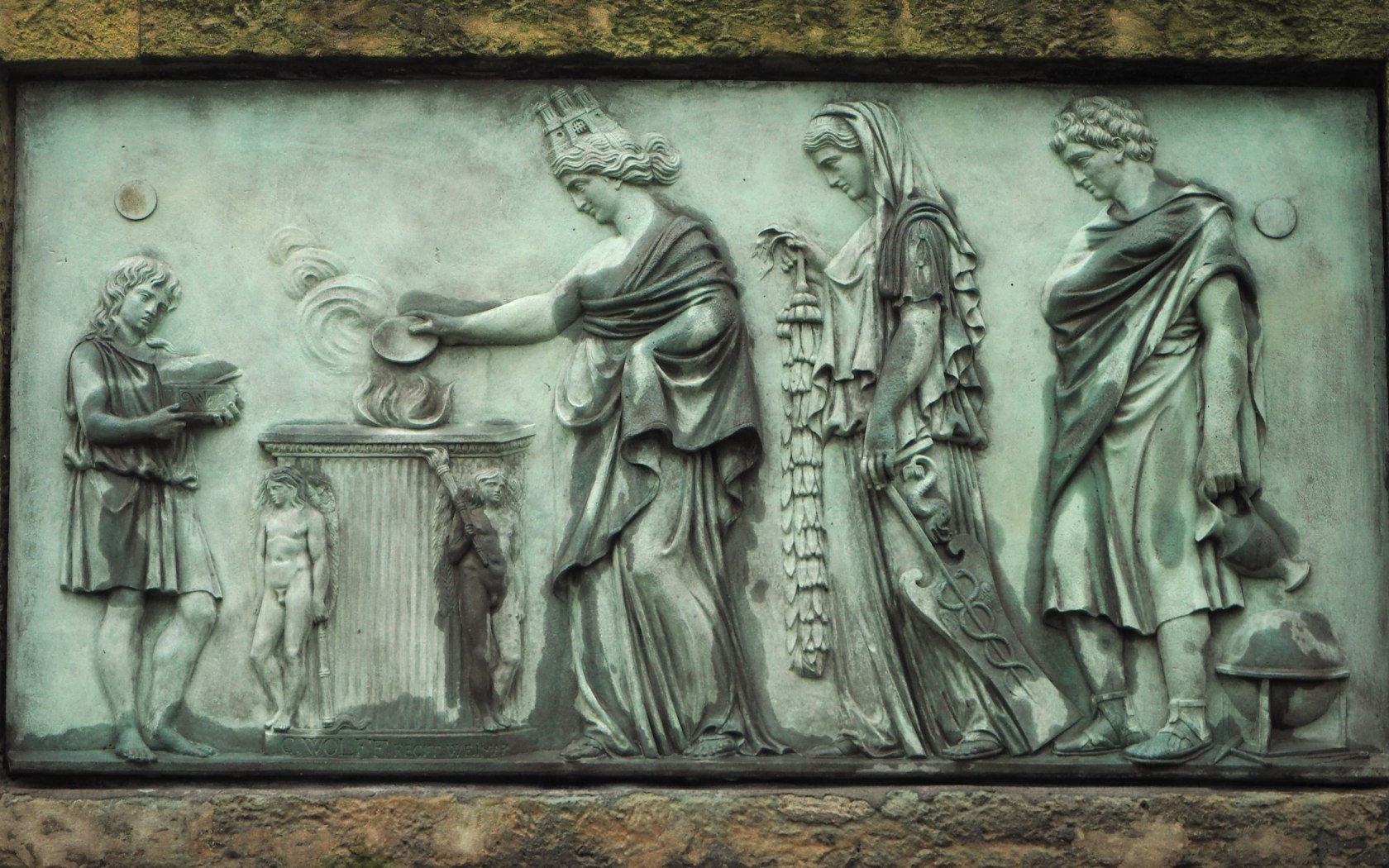
Allegorische Szene von Johann Conrad Wolff
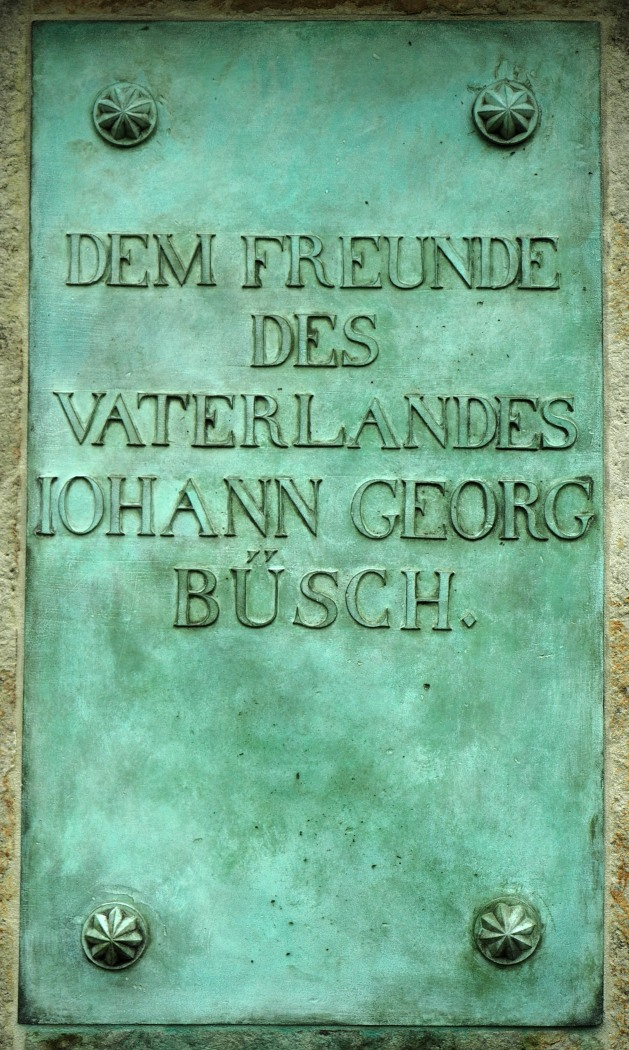
Schrifttafel

Die allegorische Szene zeigt eine antike Trankopferzeremonie, die hier zu Ehren des verstorbenen Ökonomen abgehalten wird. Der Knabe links trägt ein Weihrauchkästchen. Er symbolisiert zugleich die Bedeutung Buschs als Erzieher und Jugendlehrer. Die Hammonia – durch ihren Kopfschmuck als Allegorie Hamburgs zu erkennen – bringt das Opfer dar. Hinter ihr die Allegorie von Handel und Schifffahrt, die auf Büschs Verdienste in diesem Bereich hinweist. Die junge Frau hält ein Schiffsruder mit Merkurstab in der einen, ein Laubgehänge in der anderen Hand. Als letzte Figur folgt ein Mann, der die Mathematik und die Technik symbolisiert, erkenntlich am Globus (Vermessungswesen) und dem Hammer zu seinen Füßen.

## Geschichte

### Hintergrund
Der Nationalökonom und Publizist Johann Georg Büsch genoss in Hamburg, wo er seit 1771 die zwei Jahre zuvor gegründete Handelsakademie geleitet hatte, großes Ansehen. Bald nach seinem Tod am 5. August 1800 entstanden Überlegungen, ihm zu Ehren ein Denkmal zu errichten.

### Entwurf und Bau

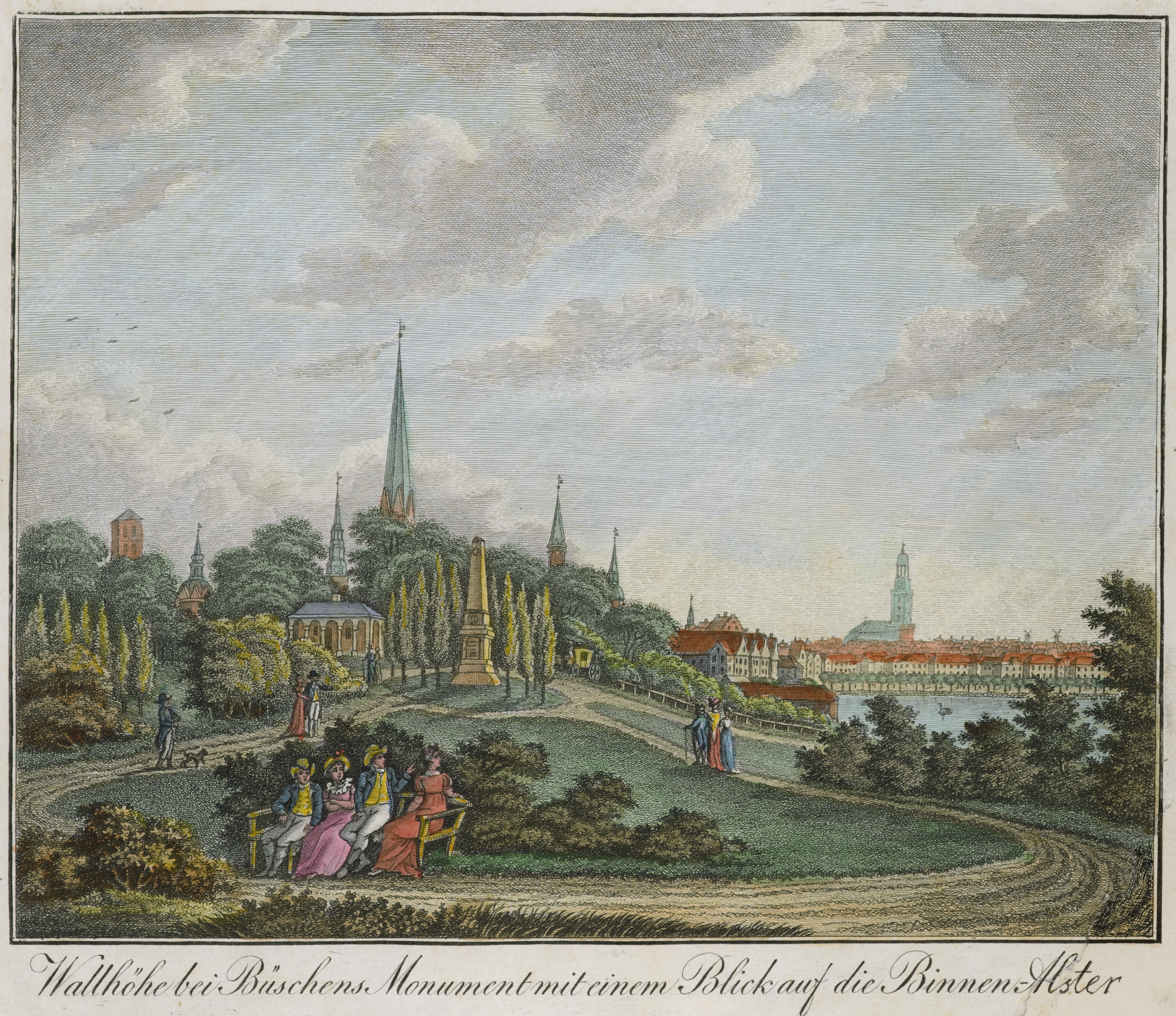
Das Büsch-Denkmal um 1802 an seinem ursprünglichen Standort in den Hamburger Wallanlagen

Am 20. November 1800 gab die Patriotische Gesellschaft bekannt, dass sie die Planung und die Errichtung eines Büsch-Denkmals übernommen habe. Der Auftrag für den Entwurf und die Gesamtplanung war an den Architekten Johann August Arens vergeben worden.
Bereits am 29. Januar 1801 legte Arens der Patriotischen Gesellschaft einen detaillierten Entwurf vor und nannte die ausführenden Künstler. Der eigentliche Denkmalscorpus wurde von den Steinmetzen Beckmann und Wittgreff angefertigt, das Porträt Büschs ist ein Werk des Bildhauers Ernst Matthaei, und die Allegorie stammt von Johann Conrad Wolff.
Den Aufstellungsort stellte der Rat Hamburgs zur Verfügung. Am 27. Juli 1801 wurde es auf der Bastion Vincent der Hamburger Wallanlagen enthüllt (dem heutigen Standort der Hamburger Kunsthalle) und war somit das erste öffentliche Personendenkmal der Stadt.
Das Relief wurde erst ein Jahr nach Aufstellung angebracht.

### Weitere Geschichte

Das Büsch-Denkmal um 1900

1828 musste das Denkmal versetzt werden und gelangte auf die Bastion David. 1867 versetzte man es wegen des Eisenbahnbaus abermals, nunmehr auf eine Anhöhe zwischen Esplanade und Lombardsbrücke. 1921 wurde es unter Denkmalschutz gestellt. Sowohl nach dem Ersten als auch nach dem Zweiten Weltkrieg mussten entwendete Teile der Bronzeverzierungen erneuert werden.
In den Nachkriegsjahren wurde es in den Grünanlagen zwischen Lombardsbrücke und Kennedybrücke versetzt. 1984 wurde es auf Betreiben der Patriotischen Gesellschaft auf eine Grünfläche an der Ecke Edmund-Siemers-Allee und Rothenbaumchaussee vor der Universität Hamburg aufgestellt.

## Abbildungen
- Unbekannt, Stich nach einer Zeichnung von Johann August Arens, Bez.: gez. von J.A. Arens // gest. v. (?).[2], (portraitindex.de Digitaler Porträtindex, Bildarchiv Foto Marburg)
- Joseph Mallord William Turner, (Skizze aus dem Hamburg and Copenhagen Sketchbook, 155 × 92 mm, Tate, London), The Monument to Johann Georg Büsch on Bastion David, North of the Lombardsbrücke; Details of One of its Reliefs Showing Figures Pouring Libations, and of a Garland Relief 1835, (tate.org.uk).
- Johann Conrad Wolf [Illustr.]. Wolf inv. [Sign.], Die Choephoren auf Büsch's Ehrendenkmal, Kupferstich[3], schwarz auf cremefarbenem Papier, 120 × 225 mm. Ausführliche Darstellung von C. A. Böttiger in: Allgemeine Literatur-Zeitung, 1803. Frontispiz (bbf.dipf.de).
- Loeser Leo Wolf (1775–1840): Wallhöhe bei Büschens Monument mit einem Blick auf die Binnenalster. 17 × 21 cm, Nestler, Hamburg, 1812, (resolver.sub.uni-hamburg.de).